# 坦德宾镇区 (仰光省)
坦德宾镇区，是缅甸仰光省茂比县下辖的一个镇区。

## 历史沿革
2022年4月30日，坦德宾镇区划归茂比县管辖。